# Metrovías
Metrovías S.A. es una empresa de transporte argentina, concesionaria del servicio de pasajeros metropolitano del Ferrocarril General Urquiza, la llamada Línea Urquiza. 
Entre 1994 y 2021 operó directamente la red del Subte de Buenos Aires. Desde 2021 opera indirectamente la red a través de la concesionaria, Emova, consorcio propiedad de Metrovías y de su grupo matriz, Roggio S.A.

## Historia

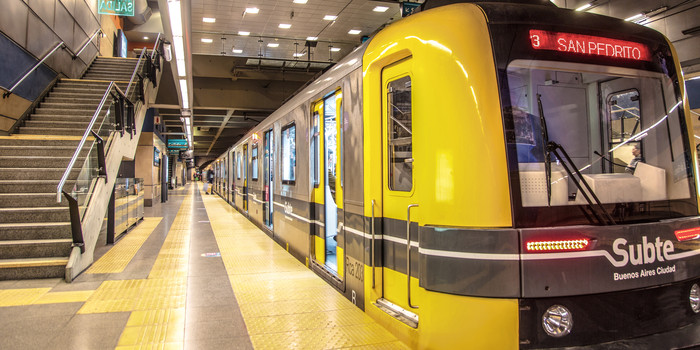
Coche de Metrovías de la Línea A de subterráneos

Metrovías comenzó a operar toda la red de subterráneos de Buenos Aires el 1 de enero de 1994, tras la privatización de las empresas de servicios públicos que, hasta aquel entonces, eran estatales.como Subterráneos de Buenos Aires (SBASE), empresa estatal del Gobierno de la Ciudad de Buenos Aires que es propietaria de la red y la línea Urquiza, cuya operación estaba a cargo del Estado argentino por medio de Ferrocarriles Metropolitanos (FEMESA) y, anteriormente, por Ferrocarriles Argentinos.En un informe de la Auditoría General de la Nación del año 2003, sobre el cumplimiento con las normativas sobre mantenimiento y seguridad del servicio durante el período 2000 - 2002, se concluye que el concesionario ha incurrido en diversas faltas, entre ellas, mantenimiento insuficiente, reducción de velocidades máximas, incumplimiento en la presentación de programas de mantenimiento y problemas de accesibilidad para personas con movilidad o comunicación reducida. Una falla en el sistema de cambio de vías provocó el descarrilamiento de una formación Materfer que salía de Plaza Italia en sentido hacia Catedral, y terminó estrellándose contra una columna del túnel.En 1995 la empresa registraría varios accidentes, dos formaciones impactaron cerca de la estación Ángel Gallardo, ese mismo año. El último vagón de un subterráneo se desprendió del convoy a la altura de la estación Dorrego y, sin frenos, continuó desplazándose por las vías hasta impactar la parte trasera del resto de la formación.Una formación en tránsito hacia Catedral embistió a otra que se encontraba detenida en la estación Pueyrredón.
A pesar de las constantes denuncias por interrupciones de servicio, falta de inversiones, problemas de seguridad y la oposición del Estado Nacional y la Dirección de Defensa al Consumidor y el rechazo de la legislatura porteña, en 1996 Fernando de la Rúa como jefe de gobierno de la Ciudad de Buenos Aires extendió vía decreto por otros quince años la concesión de la red de subterráneos a la empresa Metrovías, lo que provocó denuncias penales contra De La Rúa, la formación de una comisión investigadora ya que Metrovías había sido la principal financista privado de la campaña porteña de De La Rúa.
En 2004, debido a graves incumplimientos el gobierno nacional le quitó la concesión a Metropolitano para operar el Ferrocarril General San Martín por mal servicio y falta de inversiones. Para operar esta línea, se creó la Unidad de Gestión Operativa Ferroviaria de Emergencia (UGOFE), que se hizo cargo del servicio desde el 7 de enero de 2005. La UGOFE está compuesta por el Estado nacional, Metrovías y las concesionarias de las restantes líneas de la zona metropolitana: Ferrovías y Trenes de Buenos Aires (TBA).El 22 de mayo de 2007, a Metropolitano también le rescindieron el contrato por las líneas Belgrano Sur y Roca, mediante los decretos 591/2007 y 592/2007.En los años 2010 el grupo Roggio se vio involucrado en el mayor escándalo de corrupción de los últimos años en toda la región. El grupo Roggio integra el listado de las 100 empresas argentinas investigadas por la megacausa de las coimas de Odebrecht, en paralelo su dueño Aldo Roggio se encuentra procesado, tiene prohibida la salida del país y un embargo por 574 millones de pesos. En la investigación del caso conocido como Lava Jato, Odebrecht está entre sus principales protagonistas y algunos de sus ejecutivos condenados dieron información acerca de los sobornos pagados por más de 35 millones de dólares y distintos arreglos con funcionarios de gobierno y mecanismos de asociación con empresas locales para adjudicarse las obras.
El 12 de febrero de 2014, el Gobierno Argentino oficializó el traspaso de las líneas ferroviarias metropolitanas Mitre y San Martín.
Actualmente opera la Línea Urquiza, mientras que el Subte de Buenos Aires ya fue adjudicado por los próximos 12 años, al grupo empresarial encabezado por Metrovías luego de vencer en la licitación a dos grupos encabezados por empresas francesas.
En 2019 se detectó asbesto en vagones del subte específicamente en flotas importadas por metrovías y el gobierno de la ciudad.La Organización Mundial de la Salud (OMS) reconoció en la década de 1940 al asbesto como un cancerígeno humano. Está prohibido su uso y comercialización en más de 80 países. En Argentina, está tipificado como cancerígeno desde 1979 y totalmente prohibido desde el 1 de enero de 2003.
La gestión de Metrovías en el subterráneo estuvo marcada por controversias y críticas, incluyendo problemas de mantenimiento, tarifas y conflictos laborales. Estas situaciones generaron tensiones entre la empresa, el ministerio de transportes y los usuarios.
Al mismo tiempo se ha criticado la empresa por su ineficiencias, y su dependencia de subsidios públicos, durante los ejercicios de 2010, 2011 y 2012 la empresa privada insumos una creciente cantidad de subsidios con dinero público, de 527 millones de pesos en 2010 se pasa a 807 millones en 2011 y a casi 835 millones en 2012 y 1000 millones en 2014.

## Líneas
- Subte en consorcio con Emova

### Anteriores
- Línea Urquiza: 1993-2021
- Unidad de Gestión Operativa Ferroviaria de Emergencia: 2005-2014
- Unidad de Gestión Operativa Mitre Sarmiento: 2012-2014
- Corredores Ferroviarios: 2013-2015
- Subte de Buenos Aires: 1994-2022

## Críticas y controversias
Actualmente la gran cantidad de problemas en el mantenimiento del servicio y del material rodante han asediado a los usuarios de dificultades en el servicio. La exigencia de los trabajadores de circular en formaciones que cumplan con las normas de seguridad y niveles de mantenimiento obligaron al Defensor del Pueblo, Eduardo Mondino, a crear en el mes de septiembre de 2007, una comisión tripartita que solucione este problema.
En octubre del año 2018 una formación de la Línea A que se encontraba sin chofer y en mantenimiento salió de un galpón y produjo un choque en cadena en el barrio de Parque Chacabuco. No hubo heridos.
En 1999 tras varias denuncias contra Metrovías por falta de mantenimiento y desinversión, junto a recortes en la infraestructura y seguridad una formación en tránsito hacia Catedral embistió a otra que se encontraba detenida en la estación Palermo.

## Otros datos
La empresa opera alrededor de 80 km de vías entre la línea Urquiza y toda la red de subterráneos.

## Interrupciones de Servicio
El servicio se ve frecuentemente interrumpido por protestas, cortes en el suministro eléctrico, avería de las formaciones.incidentes (accidentes, personas descompuestas, etc), falta de inversionesDesde la interrupción total de la línea A y varios subtes detenidos en los túneles, lo que produjo la evacuación, junto a un corte de suministro eléctrico en la línea C y la falta de luces de emergencia en estaciones, dejaron al descubierto las graves falencias que la concesionaria tiene en materia de seguridad.
 mientras que en 2012 un conflicto cada nueve días hábiles. El 7 de diciembre de 2016 la muerte de un operario por electrocutamiento derivó en un paro total del servicio por 24 horas.